# Jamhuri Stadium (Dodoma)
Jamhuri Stadium to wielofunkcyjny stadion w Dodomie w Tanzanii. Jest obecnie używany głównie dla meczów piłki nożnej i służy jako domowa arena JKT Ruvu Stars i Polisi Dodoma. Obecnie mieści 10 000 osób.